# Summer Heat Beach Volleyball
Summer Heat Beach Volleyball est un jeu vidéo de beach-volley sorti en 2003 sur PlayStation 2. Le jeu a été développé par Acclaim Cheltenham et édité par Acclaim.

## Accueil
- Jeux Vidéo Magazine : 11/20[1]
- Jeuxvideo.com : 14/20[2]